# Цвета Унджиева
Цвѐта Ивано̀ва Унджѝева е българска филоложка и литературна историчка, ст.н.с. ІІ ст. към БАН. Автор и съавтор на множество изследователски трудове, посветени на дейците на Българското възраждане и най-вече на живота и делото на поета-революционер Христо Ботев.

## Биография

### Ранни години
Цвета Унджиева е родена на 30 май 1930 в София  в семейството на проф. Иван Унджиев  (1902 – 1979), български литературен историк, и Любов Аврамова Аврамова (1905 – 1999) .
През 1952  Унджиева завършва българска филология в Софийския университет „Свети Климент Охридски“. По време на следването си участва в кръжока на акад. Петър Динеков (1911 – 1992) , който по това време е доцент в СУ и ръководител на Секцията по българска литература до Освобождението към Института за литература при БАН и започва научната си дейност като изследовател на възрожденската литература.

### Научна кариера
От 1953 г.  е научен сътрудник в Института за литература при БАН . Назначена е в сектор „Христо Смирненски“, където изследва делото и творчеството на пролетарския поет и участва в подготовката и издаването на съчиненията му.
Впоследствие се прехвърля в Секцията по българска литература до Освобождението и се посвещава за цял живот на проблемите на Българското възраждане. Научните ѝ пристрастия са свързани с живота и литературното наследство на Любен Каравелов (1834 – 1879) и Христо Ботев (1848 – 1876) .
Участва в екипа, който разчита архива на Каравелов и подготвя изданието „Из архива на Любен Каравелов“ (1964). Публикува десетки статии с изследвания върху белетристиката, фейлетоните и публицистиката на редактора на „Свобода“ и участва в публикуването събраните му съчинения.
През ноември 1974 Унджиева става старши научен сътрудник ІІ степен .
Унджиева методично и изчерпателно проучва творчеството на Ботев – публицистичните му изяви, стилно-езиковите особености на поезията му и връзките ѝ с фолклора. Това я подготвя за монументалната монография „Христо Ботев – живот и дело“ (1975), публикувана в съавторство с баща ѝ проф. Унджиев. Монографията е сред най-цитираните биографии на Ботев. През 1976 г. излиза и в превод на руски, а в резюме на още 12 езика. През 1983 г. е публикувано второ издание. Унджиева участва и в редакционния екип на изданието „Христо Ботев. Събрани съчинения. Т. 1 – 3“ (1976) .
Цвета Унджиева живее и работи няколко години в Москва, а резултатът от изследователската ѝ работа в московските библиотеки, книгохранилища и архивни фондове е изданието „Български автори в руския периодичен печат. 1854 – 1864. Т. I“ (1982) .
Унджиева съставя и редактира заедно с екип колективното издание „Райко Жинзифов. Публицистика. Т. I-II“ (1964), осемтомното издание „Петко Р. Славейков. Съчинения“ (1978 – 1982). Обект на научната ѝ работа са и обществената, педагогическата и книжовната дейност на по-второстепенни възрожденски дейци, както и развитието на различни жанрови форми, напр. „Възрожденски фейлетони“ (1968), „Сава Филаретов“ (1970) и др. 
Умира на 24 декември 2000 г. в София.

## Семейство
Цвета Унджиева и съпругът ѝ Павел Груев (р. 1923) имат една дъщеря – Любов (р. 1954) .

## Избрани трудове

### Сборници
- „Райко Жинзифов. Публицистика“, т. I и II, 1964 (съвм. с Д. Леков и Ил. Конев)[1]
- „Из архива на Любен Каравелов“, 1964 (съвм. с Д. Леков и Л. Милкова)[1]
- „Л. Каравелов. Събрани съчинения“, т. I-IX, 1965 – 1968 (съвм. с Д. Леков и П. Тотев)[1]
- „Възрожденски фейлетони“, 1968[1]
- „Хр. Ботев. Събрани съчинения“, т. I, 1976[1]
- „Хр. Ботев – Ш. Петьофи“, 1977 (съвм. с Шара Кариг)[1]
- „П. Р. Славейков. Съчинения“, т. II, 1978 и т. IV, 1979 (съвм. със С. Баева и П. Тотев)[1]

### Монографии
- „Христо Ботев. Живот и дело“, 1975 (съвм. с Ив. Унджиев)[1]

### Други
- „Иван Унджиев. Изграждането на човека и учения“, Полис, 2002, 248 с., ISBN 954-91011-5-0